# Barbet Schroeder
Barbet Schroeder (Teheran, 26 augustus 1941) is een Frans-Zwitsers filmregisseur en -producent.
Schroeder werd geboren in Teheran als zoon van een Zwitserse geoloog en een Duitse arts. Hij begon zijn loopbaan als producent van de films van Éric Rohmer. Als regisseur brak hij door met de misdaadfilm Reversal of Fortune (1990). Acteur Jeremy Irons won voor zijn acteerprestatie in deze prent de Oscar voor beste mannelijke hoofdrol. Ook met de thriller Single White Female (1992) oogstte Schroeder succes.

## Filmografie (selectie)
- 1969: More
- 1972: La Vallée
- 1974: Général Idi Amin Dada (documentaire)
- 1976: Maîtresse
- 1978: Koko, le gorille qui parle (documentaire)
- 1984: Tricheurs
- 1987: Barfly
- 1990: Reversal of Fortune
- 1992: Single White Female
- 1995: Kiss of Death
- 1996: Before and After
- 1998: Desperate Measures
- 2000: La virgen de los sicarios
- 2002: Murder by Numbers
- 2007: L'Avocat de la terreur (documentaire)
- 2008: Inju